# Dorstenia thikaensis
Dorstenia thikaensis är en mullbärsväxtart som beskrevs av M.E.E. Hijman. Dorstenia thikaensis ingår i släktet Dorstenia och familjen mullbärsväxter. Inga underarter finns listade i Catalogue of Life.